# Marina Pinnacle
A Marina Pinnacle egy felhőkarcoló az Egyesült Arab Emírségekben, Dubaj városban. Az épület elkészültével 67 szintes lett és 260 méter magas, belsejében lakások kaptak helyet.